# Tristichaceae
Tristichaceae é o nome botânico de uma família de plantas dicotiledóneas. A família com este nome raramente é reconhecida pelos sistemas de taxonomia vegetal.
O sistema APG (1998) admite esta família, mas não lhe atribuí uma ordem, estando colocada no clado das rosídeas.
No sistema APG II (2003) e no sistema Angiosperm Phylogeny Website, a família não é reconhecida, e os seus membros estão incluídos na família Podostemaceae.